# 富永啓之 (バスケットボール)
富永 啓之（とみなが ひろゆき、1973年10月7日 - ）は、京都府出身の元バスケットボール選手。現役時代のポジションはセンター。211cm、105kgの日本人歴代上位に入る長身を持つ。長男の富永啓生も同じバスケットボール選手。

## 来歴
洛南高校時代に全国大会で活躍し、日本大学在学中に1995年ユニバーシアード準優勝メンバーとなる。
卒業後は三菱電機に入社。
全日本のメンバーとして1998年世界選手権のメンバーに選ばれた。
2006年、現役を引退した。

## 経歴
- 洛南高校 - 日本大学 - 三菱電機（1996年〜2006年）

## 日本代表歴
- 1995ユニバーシアード
- 1998世界選手権